# آلیشیا هابر
آلیشیا هابر (انگلیسی: Alicia Haber؛ زادهٔ ۲۱ اکتبر ۱۹۴۶) تاریخ‌نگار، نمایشگاه‌گردان، آموزگار اهل اروگوئه است.